# .aero
A .aero egy szponzorált internetes legfelső szintű tartomány kód, melyet 2002-ben hoztak létre. Ez alá a tartománykód alá repüléssel foglalkozó oldalakat regisztrálhatnak. Az .aero tartománykódot próbaképpen engedélyezték 5 évre, az engedély 2006 decemberében lejárt. Azóta folyamatban van a hosszabbítási igény elbírálása.